# Tovdals kyrka
Tovdals kyrka (norska: Tovdal kirke) är en kyrkobyggnad i byn Hillestad i Åmli kommun i Agder fylke i södra Norge.

## Kyrkobyggnaden
En tidigare kyrka fanns på platsen och planer fanns att restaurera den och bygga ut den med ett nytt långhus. Planerna förverkligades inte och kyrkan revs.
Nuvarande kyrka uppfördes år 1820 men invigningen ägde rum först den 4 mars 1827. Kyrkan har varit omväxlande rödmålad eller vitmålad. 1837 blev den rödmålad och 1854 blev den vitmålad för att återigen bli rödmålad 1932. 1964 blev kyrkan vitmålad och har varit så sedan dess.

## Inventarier
- Dopfunten av sten med tillhörande dopfat är från 1600-talet.
- Altaruppsatsen är prydd med kors målad 1848 av Kittel Kittelsen Sørum. 1929 byttes den ut mot en altartavla, men 1932 restaurerades korset och sattes in i altartavlans ram
- En tidigare altartavla föreställande uppståndelsen är målad av Rasmus Strømme och invigd 1929. Tavlan är en kopia av Adolph Tidemands altartavla i Mandal kirke.